# Theo Raison
Theodore (Theo) Joseph Stanislas Raison (Rijsel, 17 januari 1869 - Brugge, 10 februari 1937) was een Belgisch architect.

## Levensloop
Theodore Raison werd in Rijsel geboren, waar zijn vader Theodore Raison (senior) schoenmaker was. Toen Theo (junior) drie jaar was stierf zijn moeder, Marianne Pertin, en zijn vader hertrouwde met een Brugse die hij in Rijsel leerde kennen. In 1883, toen zoon Theo 11 jaar was, kwam het gezin in Brugge wonen. Acht jaar later, in 1891, trouwde jongeman Theo met Marie-Louise Bouchout. Het echtpaar kreeg drie kinderen: Robert (1892), Cécile (1894) en Louisa (1896).
Na een opleiding bouwkundig tekenaar te hebben gevolgd aan de Brugse Kunstacademie en na eerst als schrijnwerker en aannemer te hebben gewerkt, werd Theo Raison architect. De eerste jaren wijdde hij zich aan activiteiten in de Brugse binnenstad, waarbij hij nieuwbouw beoefende, naast (al dan niet grondige) restauratie.
Na de Eerste Wereldoorlog legde hij zich toe op het ontwerpen van gebouwen in de frontstreek, waar veel moest worden heropgebouwd.
In opdracht van de Commissie ter verfraaiing van het landelijk leven ontwierp hij twee types centra voor landbouwexploitatie:
- het ene 8 ha grootte;
- het andere 23 ha.

Samen met zijn vriend Alfred Ronse junior (1876-1962) publiceerde hij een studie over de hoevebouw en de landelijke bebouwing in West-Vlaanderen, waarin werd gepleit voor een vernieuwd functionalisme in de hoevebouw, op basis van bestaande regionale studies. 
Raison organiseerde ook enkele tentoonstellingen over de wederopbouw van landelijke dorpen, waarvoor hij een aantal suggesties deed.
Samen met Jules Coomans (1871-1937) en J. Verbeke werd hij door de Roeselaarse afdeling van de Belgische Boerenbond belast met het toezicht op de bouwdienst waar de landbouwers beroep konden op doen voor de wederopbouw van hun hoeven. 
Hij kreeg ook heel wat opdrachten voor plannen van ruimtelijke aanleg en voor de (herop)bouw van kerken, scholen, pastorieën en gemeentehuizen in het Ieperse. Voor het kasteel van Zonnebeke koos hij voor een landhuis dat naar architecturale vormgeving geïnspireerd was op de Normandische bouwstijl, die aansloot bij de toen gangbare cottagestijl.
In 1919 deed hij een voorstel om de voormalige Brugse Sint-Pieterskapel of 't Keerske in de Philipstockstraat te restaureren en het om te vormen tot een mausoleum ter ere van de gesneuvelden van de oorlog. Zijn voorstel kende bijval, maar toch werd uiteindelijk gekozen voor een gelijkaardig voorstel, dat de voormalige kerk van de kartuizerinnen, in de gelijknamige straat, betrof.

## Lijst van realisaties
- Brugge: Katelijnestraat 25: classicistisch huis, nieuwbouw (1892)
- Brugge: Scheepsdalelaan 18, burgershuis (1905)
- Brugge: Gulden-Vlieslaan 50, burgershuis (1908)
- Brugge: Langestraat 126, kunstige herstelling (1912)
- Brugge, Nieuwstraat 10: restauratie van 18de-eeuws burgershuis (1914)
- Brugge: Spiegelrei 6, 'De Witte monnik', restauratie (1914)
- Westende: hoeve 'De Kleine Bamburg' (1916)
- Brugge: Vlamingstraat 26, huis 'Den Helm', kunstige herstelling (1916)
- Slijpe: Sint-Niklaaskerk, heropbouw (1919)
- Wilskerke: parochiekerk toegewijd aan Sint-Guilielmus, heropbouw (1920)
- Sint-Pieters-Kapelle: Spermaliehof, wederopbouw (1920)
- Mannekensvere: pastorie (1920)
- Slijpe: pastorie (1920)
- Westende: wederopbouwhoeve 'De Rode Poort' (1920)
- Bovekerke: kerkhof rondom de Sint-Gertrudiskerk, toegankelijk via poort (1922)
- Diksmuide: wederopbouwhoeve (1920)
- Diksmuide: wederopbouwhoeve (1920)
- Diksmuide: wederopbouwhoeve, IJzerdijk (1920)
- Bovekerke: Sint-Gertrudiskerk, heropbouw (1920)
- Wilskerke: pastorie (1920)
- Slijpe: onderpastorie (1920)
- Keiem: parochiekerk, wederopbouw (1920)
- Mannekensvere: gemeentehuis en dubbelhuis (1921)
- Mannekensvere: klooster met school (1920)
- Staden: wederopbouwhoeve (1921)
- Bovekerke: onderwijzerswoning (1921)
- Leke: Sint-Niklaaskerk (1921)
- Schore: Schoorbakkehoeve (1920)
- Schore: pastorie (1921)
- Schore: parochiekerk, heropbouw (1922)
- Schore: gemeenteschool met onderwijzerswoning (1922)
- Mannekensvere: wederopbouw hoeve 'Coude Scheure' (1921)
- Bovekerke: gemeentehuis (1922)
- Sint-Pieters-Kapelle: Sint-Pieters, parochiekerk (1922)
- Sint-Pieters-Kapelle: gemeenteschool (1922)
- Mannekensvere: parochiekerk, heropbouw (1922)
- Mannekensvere: Tempeliershoeve, heropbouw (1922)
- Sint-Pieters-Kapelle: gemeentehuis (1923)
- Sint-Pieters-Kapelle: pastorie (1923)
- Merkem: gemeentehuis (1923)
- Merkem: pastorie (1923)
- Bovekerke: Sint-Gertrudiskerk, heropbouw (1923)
- Vlamertinge: ouderlingentehuis (1923)
- Werken: parochiekerk toegewijd aan Sint-Martinus, heropbouw (1924)
- Vladslo: parochiekerk, heropbouw (1924)
- Zonnebeke: kasteel (1924)
- Keiem: pastorie, heropbouw (1924)
- Gistel: Onze-Lieve-Vrouwkerk, restauratie (1928)
- Brugge: Hovenierswoning, Rolweg 58, restauratie en nieuwbouw (1928)
- Brugge: Minnewater 15, herenhuis (1929)
- Brugge: Korte Vuldersstraat 27, woonhuis, restauratie en nieuwbouw (1932)
- Brugge: Wollestraat 35, herenhuis, restauratie (1932-1933)
- Brugge: Moerstraat 102, stadswoning met trapgevel, restauratie (1933)
- Brugge: Wollestraat 39-47, Het Boergoensch Cruyce, nieuwbouw met houten gevels (1933-1937)
- Brugge: Genthof 48, restauratie (1937)
- Brugge: Pieter Pourbusstraat 7, zestiende eeuw, kunstige herstelling (1937)
- Sint-Kruis: Maalsesteenweg, zes lage arbeidershuizen (1935)
- Lichtervelde: herberg met feestzaal 'De Burgersgilde' (1936-37)
- Brugge: Minnewater 7-13, vier huizen, nieuwbouw en restauratie (1937)

## Publicaties
- La chapelle Saint-Pierre à Bruges. Projet de restauration, Brugge, 1918
- Samen met Alfred Ronse, 
  - Fermes-types et constructions rurales en West-Flandre, Brugge, 1918.
  - Landelijke bouwingen. Algemeene raadgevingen. Ontwerp tot het opbouwen van eene kleine hofstede, Brugge, K. Beyaert, 1918.
  - Ontwerp eener hofstede van middelbare grootte (drieentwintig hectare) voor de polderstreke, Brugge, Desclée de Brouwer, 1918.
  - Ontwerp eener kleine hofstede (acht hectare) voor de zandstreek, Brugge, Desclée de Brouwer, 1918.